# 長濱滿里子
長濱滿里子（日语：／ Nakahama Mariko，1977年7月13日—）是日本的女性聲優，所屬Groupimpact/劇團Alter-Ego。以前所屬Bring-up。青森縣出身。血型B型。

## 演出作品

### 電視動畫
- 愛你寶貝（奶奶、主婦）
- 我愛美樂蒂（老奶奶、林老師）
- 極速方程式（小孩子、男孩子、里美）
- 神槍少女 -IL TEATRINO-（佩奧拉）
- 料理偶像（水果店店主的妻子）
- 吟遊默示錄（希爾德）
- 吟遊默示錄wieder（韓麗葉特）
- 御行者 AMDRIVER（貝蒂）
- 戀姬†無雙（老闆娘）
- 鋼鐵三國志（母親）
- 烏龍派出所（兩津景子、本田繪里香、觀眾、托兒所的兒童A、主婦、石頭直進、女警・林、愛）
- 魔女的考驗（伊集院歩、魔女占卜書、其他）
- 雙面騎士（貴族夫人）
- 寶石寵物（喜悅魔女、級任老師、帶刀米、英語老師、老師、客人）
- 寶石寵物 Twinkle☆（阿姨）
- 將太的壽司（新子）
- 人造昆蟲獨角仙博格V×V（芭芭拉、園長、六年級生）
- 真·女神轉生 惡魔之子 光之書&闇之書（金的母親）
- 涼風（學妹、大姊姊、學生、播報員 其他）
- 絕對少年（阿姨）
- 超級發明小子（傑瑞、小孩子、機器人 其他）
- 網球王子（愛麗莎、老奶奶、巧克力團、小孩子B）
- 戀愛占卜師（老奶奶）
- 湯姆與傑利（旁白）
- 變形金剛之偽裝篇（健太、小孩子、播報員（記者）、新娘、布麗姬特博士、小孩子）
- 破壞魔定光（楊媽媽、阿姨、女教師、小狗）
- 發明小子
- 聖魔大戰2000（凱西、結晶坊達、完視完、貝蒂、羽根篇銀 其他）
- 我要上太空（男孩子C、保健醫生）
- 尋找滿月（前嶋十萌）
- 哨聲響起（外山一平、山川智之、女學生）
- BOM BOM彈珠人太空戰士（波繆龍、鬍子母、丹尼、小學生巴格勒、其他）
- 徽章戰士（學生會長、主婦、新聞主持人、記者、菊姬媽媽）
- 徽章戰士魂（金時、加奈、杉之森 其他）
- 遊戲王怪獸之決鬥（絽場的弟弟1、KC秘書、猴子馬可、齊格的母親、城之內（幼年時）、伊奧蕾、拉斐爾（幼年時）、法老王（寶寶時期的亞圖姆） ）
- 遊戲王怪獸之決鬥GX（阿留嬸、濱口百惠、遊城十代（幼年時）、干擾・黃、寶玉獸 紅寶石・紅玉 其他）

2006年
- 妖怪人間貝姆（海堂律子、沙也加的母親、塔爾薇絲・提格 其他）

2016年
- 烏龍派出所 THE FINAL 兩津勘吉最後的一天（鎮民們）

### 劇場版動畫
- 烏龍派出所 THE MOVIE2 UFO來襲！ 龍捲風大作戰！！
- 琴之森
- 遊戲王怪獸之決鬥 光之金字塔

### WEB動畫
- 星空奇蹟（部員）

### 遊戲
- 哭泣的小鋼珠 孤兒哈奇（哈奇）
- 網球王子 Rush & Dream
- 棋靈王 院生頂上決戰
- 鐵鐵羽毛 （主角（飛））
- 遊戲王怪獸之決鬥GX TAGFORCE（濱口百惠）
- 遊戲王怪獸之決鬥GX TAGFORCE2（濱口百惠）
- 遊戲王怪獸之決鬥GX TAGFORCE3（濱口百惠）

### 外語配音
- MASA DE 41

### 連續劇CD
- 動畫店長
- GATEN的那傢伙
- SKIP BEAT！華麗的挑戰
- 純情利己主義（野分的母親）
- 親愛的我（女傭長青井）

### CM
- 長舌鎮（旁白） - TOMY
- 神奇寶貝圖鑑（旁白） - TOMY
- 新神奇寶貝麵（旁白） - 三洋食品
- 完美超人Joe（旁白） - CAPCOM

### 舞台
- 粉彩紅色外套（布）
- 有關簡約評論2～愛的作品～（愛麗絲的媽媽 其他）
- Pink Rainbow 音樂劇

## 外部連結
- （日語）所屬事務所的公開簡歷
- （日語）劇團的公開簡歷
- （日語）滿里子的小屋 （页面存档备份，存于）（本人的部落格）